# Карлова площадь
Карлова Площадь (чеш. Karlovo náměstí) — площадь в Праге, самая крупная площадь Чешской республики, одна из самых крупных в Европе (80 550 m2), административно принадлежит к району Прага 2. 
На Карлову площадь выходит метро Karlovo náměstí (другой выход со станции выходит на площадь Палацкого).
Площадь заложена королём Карлом Люксембургским в 1348 году на месте скотного рынка как самая крупная площадь Нове-Места. С градостроительной точки зрения вероятно планировалась Матьё Аррасским. Первоначальное наименование — Dobytčí trh (Скотный рынок) — сменила в XIX веке на своё современное название.
В 1843—63 годах на большей части площади был разбит парк площадью 4,7 Га. С течением времени на нём были установлены памятники В. Галеку, Б. Рёцлю, К. Светлой, Э. Красногорской, Яну Эвангелисте Пуркине. В 1872—73 по соседству было построено новое здание Чешского технического университета архитектором Игнацем Ульманом.

## Достопримечательности

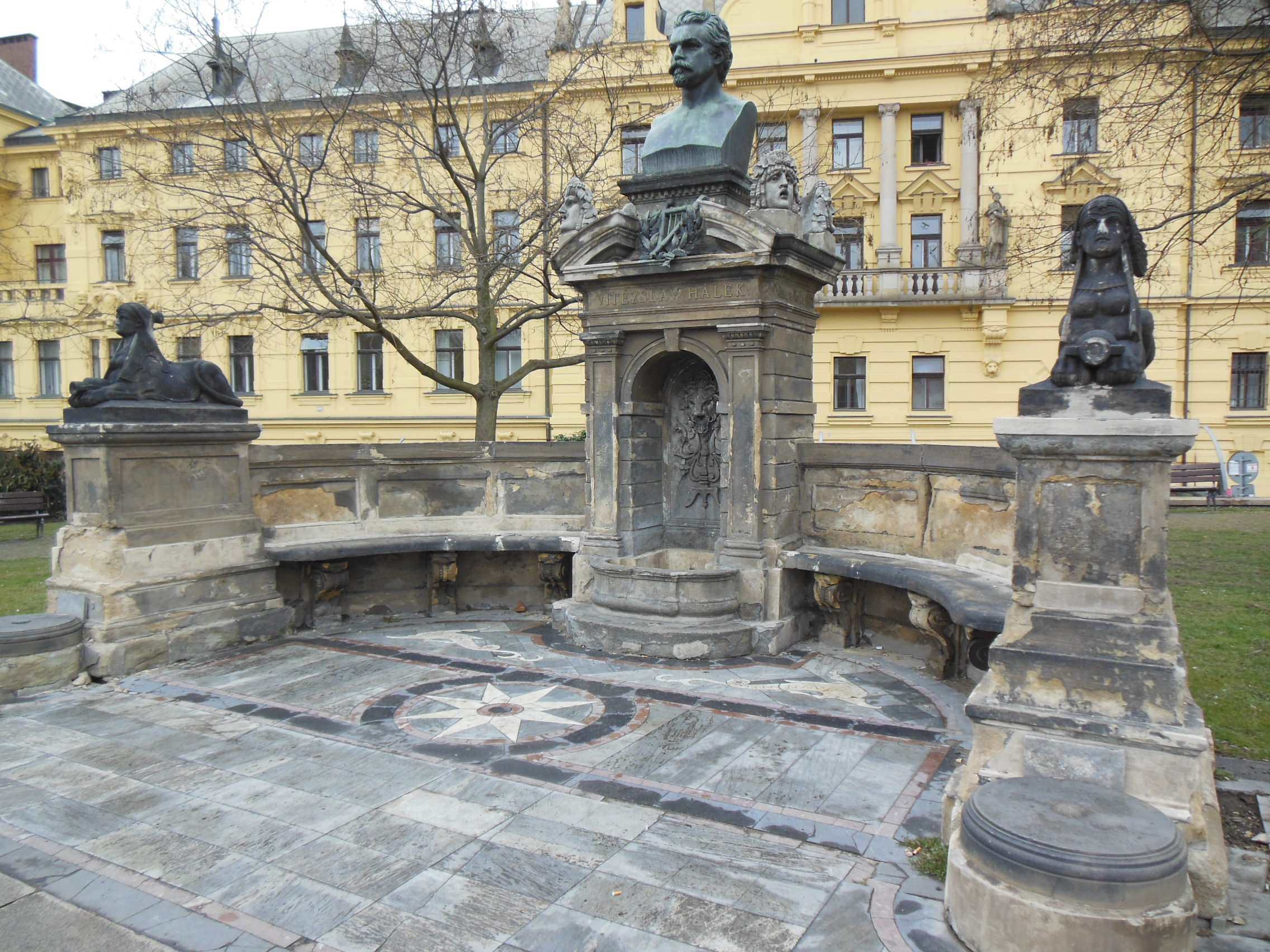
Памятник В. Галеку

- Здание Чешского технического университета (раньше — «Пражская политехника»), построенное Игнацем Ульманом
- Новоместская ратуша
- Дом Фауста
- дворец Charitas
- Церковь Святого Игнатия Лойолы и коллегиум иезуитов

## Памятники
- В. Галеку (B. Schnirch, 1881)
- ботанику Б. Рёцлю (Č. Vosmík и G. Zoula, 1898)
- К. Светлой (G. Zoula и архитектор Fanta, 1910)
- Э. Красногорской (K. Vobišová, 1931)
- Яну Эвангелисте Пуркине (O. Kozák и V. Štrunec, 1961)[2]